# Heidemoore
Das Naturschutzgebiet Heidemoore liegt auf dem Gebiet der Gemeinde Brüggen und der Stadt Nettetal im Kreis Viersen in Nordrhein-Westfalen.
Das etwa 321,06 Hektar große Gebiet, das im Jahr 1981 unter Naturschutz gestellt wurde, erstreckt sich nordwestlich des Kernortes Brüggen. Westlich verläuft die Staatsgrenze zu den Niederlanden, östlich verläuft die Bundesstraße 221.
Das Naturschutzgebiet ist Teil des EU-Vogelschutzgebiets „Schwalm-Nette-Platte mit Grenzwald und Meinweg“.